# دونده مارپیچ: مشقت‌های اسکرچ
دونده هزارتو: مشقت‌های اسکُرچ (به انگلیسی: Maze Runner: The Scorch Trials) یک فیلم آمریکایی در سبک اکشن، علمی تخیلی، مهیج و به خصوص ماجراجویی به کارگردانی وس بال، که بر اساس رمانی به همین نام نوشته جیمز دشنر ساخته شده است. این فیلم دنباله‌ای بر دونده هزارتو در سال ۲۰۱۴ و دومین نسخه از مجموعه فیلم‌های دونده هزارتو به حساب می‌آید. بازیگران قسمت قبلی شامل دیلن اوبرایان، توماس سنگستر، کایا اسکودلاریو، کی هونگ لی و پاتریشا کلارکسون همراه با شخصیت‌های مکمل جدید رز سالازار، جیانکارلو اسپوزیتو، آیدان گیلن، بری پیپر، لیلی تیلور و آلن تودیک در این فیلم ایفای نقش می‌کنند. این فیلم توسط چندین کمپانی فیلم‌سازی آمریکایی که معروف‌ترین آنان «گاتام گروپ» و «تمپل هیل انترتینمنت» است. دونده هزارتو: مشقت‌های اسکرچ بوسیلهٔ فاکس قرن بیستم در ۱۸ سپتامبر ۲۰۱۵ اکران شد. دنباله این فیلم دونده هزارتو:علاج مرگ در ۲۶ ژانویه ۲۰۱۸ اکران شد.

## خلاصه داستان
پس از فرار از هزارتو، افراد دشت با چالش جدیدی روی جاده‌های بی‌انتها که دارای چشم‌اندازی متروک و پر از موانع غیرقابل تصور است، روبرو می‌شوند. همچنین متوجه تغییراتی می‌شوند که شاید دلیل بر حضور آن‌ها در هزارتو بوده است. تغییراتی که بر انسان‌ها بوده و باعث تبدیل آن‌ها به زامبی می‌شود…
دونده مارپیچ: علاج مرگ قرار بود ادامه قسمت دوم این فیلم در ۱۷ فوریه ۲۰۱۷ به کارگردانی وس بال اکران شود. طبق گفته انترتینمنت ویکلی، فیلم دونده مارپیچ: علاج مرگ که پیش از این قرار بود در تاریخ ۱۷ فوریه ۲۰۱۷ (۲۹ بهمن ۱۳۹۵) اکران شود با ۱۱ ماه تأخیر در تاریخ ۱۲ ژانویه ۲۰۱۸ (۲۲ دی ۱۳۹۶) اکران شد. این تأخیر به دلیل تصادفی بود که برای اوبراین اتفاق افتاد که تولید فیلم را به تعویق انداخت.

## بازیگران
- دیلن اوبرایان در نقش تامِس
- کایا اسکودلاریو در نقش تیریسا
- توماس سنگستر در نقش نیوت
- دکستر داردن در نقش فرایپن
- ناتالی امانوئل در نقش هریت
- کاترین مک‌نامارا در نقش سونیا
- جانکارلو اسپوزیتو در نقش خورخه
- الکساندر فلورس[۱] در نقش وینستون[۲]
- آیدان گیلن در نقش جانسون
- کی هونگ لی در نقش مینهو
- جیکوب لافلند در نقش آریس
- بری پپر در نقش وینْس
- رزا سلزار در نقش برندا
- لیلی تیلور در نقش مری کوپر
- آلن تودیک در نقش مارکوس (با عنوان «بلوندی»)
- پاتریشا کلارکسون در نقش ایوا پیج